# Nathan Sinkala
Nathan Sinkala (ur. 23 kwietnia 1991 w Chingoli) – piłkarz zambijski grający na pozycji obrońcy. Od 2012 roku jest zawodnikiem klubu TP Mazembe. Bratanek Andrew Sinkali.

## Kariera klubowa
Karierę piłkarską Sinkala rozpoczął w klubie Green Buffaloes. W 2008 roku zadebiutował w jego barwach w zambijskiej Premier League. W 2009 roku został wypożyczony do izraelskiego klubu Hapoelu Ironi Kirjat Szemona. W 2012 roku odszedł do TP Mazembe. W sezonie 2013/2014 był z niego wypożyczony do FC Sochaux-Montbéliard, a w sezonie 2014/2015 do Grasshoppers Zurych.

## Kariera reprezentacyjna
W reprezentacji Zambii Sinkala zadebiutował w 2011 roku. W 2012 roku został powołany do kadry na Puchar Narodów Afryki 2012. Zambia wygrała ten turniej po raz pierwszy w historii. W 2013 roku powołano go do kadry na Puchar Narodów Afryki 2013, a w 2015 do kadry na Puchar Narodów Afryki 2015.